# LA Run
LA Run är en sång skriven och komponerad av Alan Carvell och Brian O Shea, och inspelad av The Carvells 1977. Med text på svenska av Björn Håkanson och Stefan Schröder spelades den in 1978 av Magnum Bonum, som Skateboard.

## Listplaceringar

### Magnum Bonums version
| Lista (1978-1979) | Topplacering |
| ----------------- | ------------ |
| Sverige           | 1            |

### Fotnoter
1. ↑  Joakim Tegblom. ”Låtar du trodde var svenska”. Arkiverad från originalet den 26 oktober 2013. https://web.archive.org/web/20131026075436/http://gotiskaklubben.wordpress.com/2013/09/22/latar-du-trodde-var-svenska/. Läst 9 juni 2013.
2. ↑  ”Skateboard”. Hitparad. 26 februari 1978. http://hitparad.se/showitem.asp?interpret=Magnum+Bonum&titel=Skateboard&cat=s. Läst 9 juni 2013.